# Exit (Unix)
Pour les articles homonymes, voir Exit.
exit est une commande utilisée dans plusieurs shell en ligne de commandes de systèmes d'exploitation. L'exécution de cette commande termine la session courante de l'utilisateur ou ferme la console ou la connexion par terminal de l'utilisateur.